# Petros Molyviatis

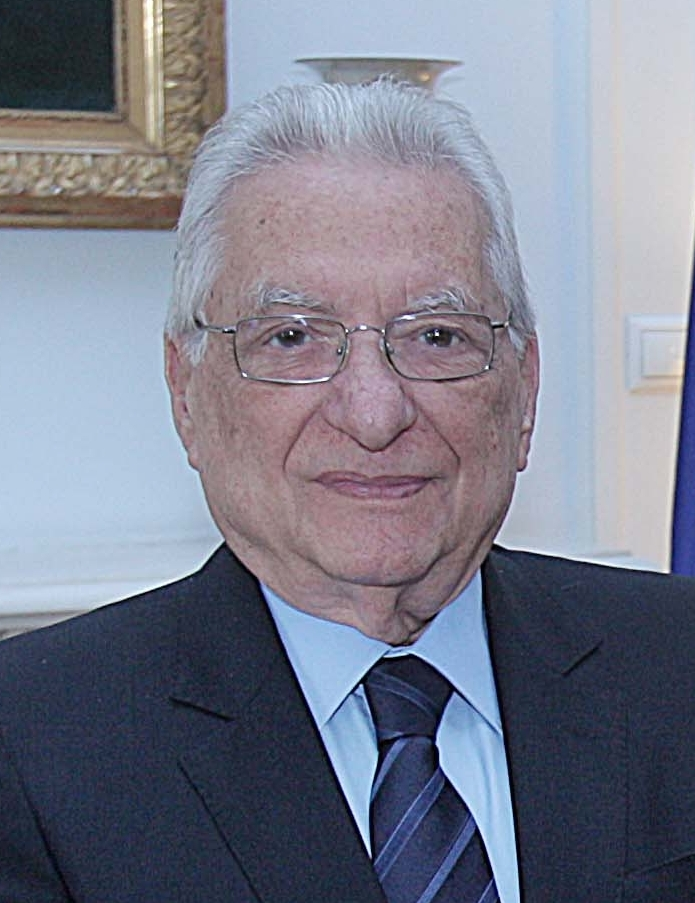
Petros Molyviatis (2011)

Petros Molyviatis (griechisch Πέτρος Μολυβιάτης, * 12. Juni 1928 auf Chios; † 4. Mai 2025 in Athen) war ein griechischer Politiker (ND). Er war von 2004 bis 2006 Außenminister Griechenlands und hatte dieses Amt von Mai bis Juni 2012 sowie von August bis September 2015 erneut inne.

## Leben
Er schloss sein Studium der Rechtswissenschaften an der Universität Athen ab und war dann als Diplomat bei den ständigen Vertretungen Griechenlands bei den Vereinten Nationen in New York und der NATO in Brüssel sowie bei den Botschaften in Moskau, Ankara und Pretoria tätig. Von 1974 bis 1980 arbeitete er als diplomatischer Berater und Generaldirektor im politischen Büro des griechischen Ministerpräsidenten Konstantinos Karamanlis. Als Karamanlis 1980–1985 und 1990–1995 Staatspräsident Griechenlands war, diente Molyviatis jeweils als Generalsekretär des Präsidialamtes.
Von 1996 bis 2004 gehörte er als Abgeordneter der Nea Dimokratia dem Griechischen Parlament an und war Mitglied der Parlamentsausschüsse für Verteidigung und Auswärtige Angelegenheiten. Von 2000 bis 2004 war er Sprecher seiner Partei für Außen- und Verteidigungspolitik.
Vom 10. März 2004 bis zum 14. Februar 2006 war Petros Molyviatis Außenminister im Kabinett Kostas Karamanlis’. Vom 17. Mai bis 21. Juni 2012 hatte er dieses Amt nochmals als Mitglied der Übergangsregierung Pikrammenos inne. Auch der von 28. August 2015 bis 23. September 2015 amtierenden Übergangsregierung von Ministerpräsidentin Vasiliki Thanou-Christofilou gehörte der damals 87-Jährige wieder als Außenminister an.